# دودزل
دودزل (به لاتین: Dudzele) یک منطقهٔ مسکونی در بلژیک است که در بروخه واقع شده‌است. دودزل ۲۱٫۹۲ کیلومتر مربع مساحت و ۲٬۴۵۳ نفر جمعیت دارد.